# Anthela prionodes
Anthela prionodes is een vlinder uit de familie van de Anthelidae. De wetenschappelijke naam van de soort is voor het eerst geldig gepubliceerd in 1932 door Turner.